# Lac Trinity
Le lac Trinity, anciennement appelé Clair Engle Lake, est un lac artificiel situé sur la rivière Trinity; formé par le barrage de Trinity et situé dans le comté de Trinity en Californie, aux États-Unis. Le barrage a été construit par le US Bureau of Reclamation. La capacité du lac est de 3 019 gigalitres, ce qui en fait l'un des plus grands réservoirs de Californie. La surface du lac est à 720 mètre au-dessus du niveau de la mer. Le lac Trinity capte et stocke l'eau pour le Central Valley Project, qui fournit à la Vallée Centrale de l'eau pour l'irrigation et produit de l'énergie hydroélectrique.
Après la mort dans le bureau de Californie du sénateur des États-Unis Clair Engle en 1964, le lac fut rebaptisé d'après son nom; Cependant, le changement de nom ne fut jamais populaire, en particulier auprès des habitants, et le nom ancien fut rétabli.
Le lac est desservi par trois marinas: Trinity Alps Marina situé à l'extrémité sud en vue du barrage; Port de plaisance de Cedar Stock sur le bras de Stuart Fork à l'extrémité ouest du lac; et la marina du Trinity Center à l'extrémité nord du bras principal du lac. La plupart des marinas louent des maisons flottante aux vacanciers toute l'année. La plupart des marinas sur le lac sont maintenant détenues et exploitées par Forever Resorts.

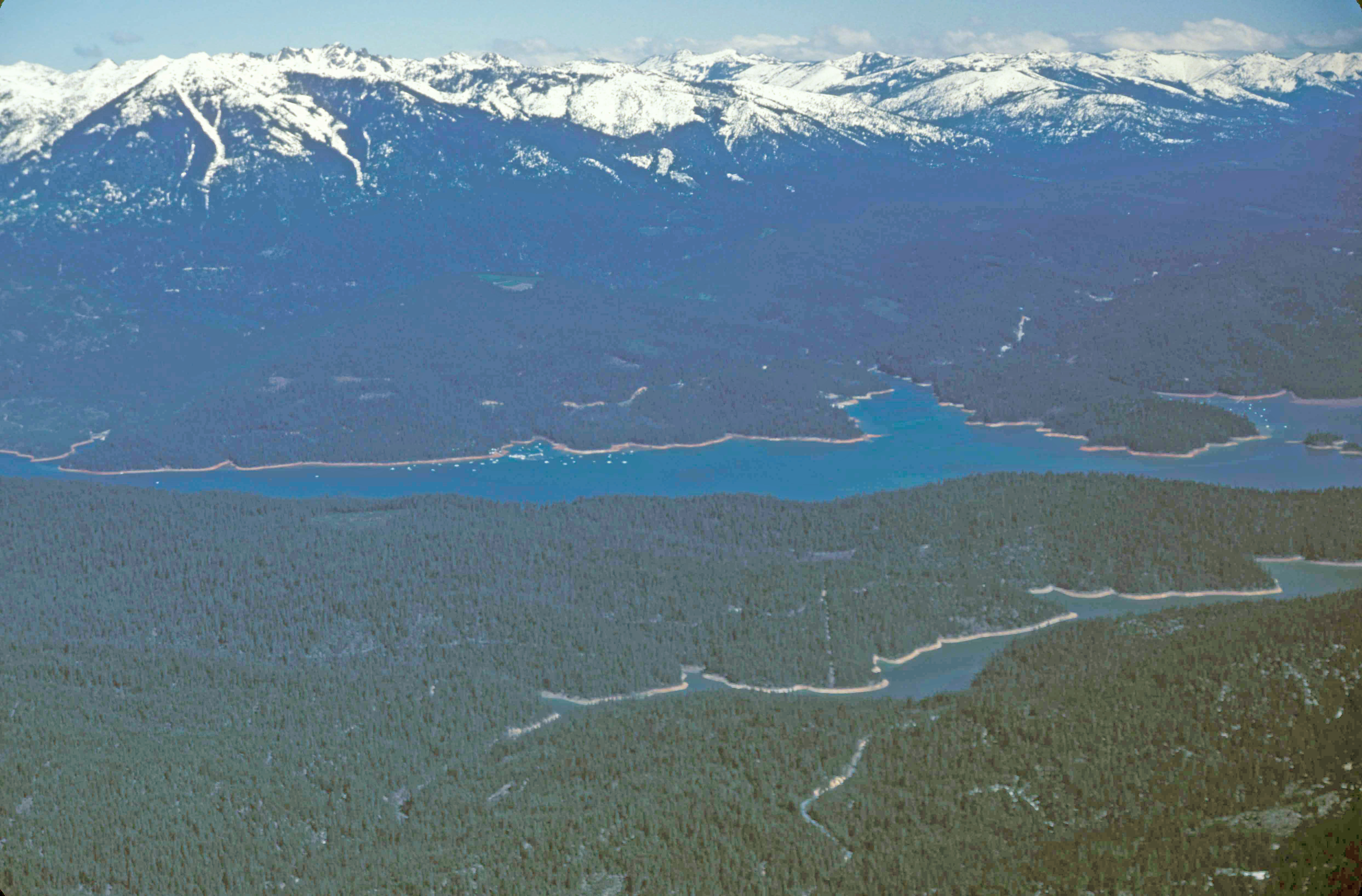
Vue sur le lac Trinity

## Géologie
Trinity Lake est situé au nord-ouest de Redding, en Californie, à proximité de la route 299 au nord-nord-est de la ville minière du Gold Rush, Weaverville. Le paysage alpin entourant le lac constitue les Alpes de la Trinité. Les Alpes se sont formées à la fin du Jurassique de par l'activité volcanique sous forme de plutons ultramafiques et granitiques (roche ignée formée à partir du refroidissement du magma surchauffé sous la surface de la terre), l'activité tectonique (le super continent de la Pangée commençait à se séparer en deux continents surdimensionnés séparés) et la glaciation, pendant les périodes climatiques glaciales appelées période glaciaire (surface terrestre modifiée par l'action des glaciers),. Les derniers glaciers restants sont sur le sommet de Thompson, à plus de 9 000 pieds. Le lit du lac était à l'origine une série de vallées profondes dans les Alpes.

## Histoire
La découverte d'or en 1848 incita des centaines de mineurs à s'installer dans la région. Des villes comme Weaverville sont nées pratiquement du jour au lendemain. En 1958, un plan visant à détourner l'eau de la rivière Trinity vers la vallée centrale de Californie conduisit à la construction du barrage Trinity et à la création du lac Trinity. Ce projet également fut conçu pour fournir de l'énergie hydroélectrique à la région. La division de la rivière Trinity du projet Central Valley se concrétisa en 1961 avec l'achèvement du barrage Trinity. Le lac fut rebaptisé Clair Engle Lake de 1964 à 1997. Le lac fut finalement rebaptisé Trinity Lake. Le lac fut complètement rempli d'eau de la rivière Trinity en 1963 et devint le troisième plus grand lac de Californie avec 145 miles de rivage. La région est connue pour avoir été habitée par plusieurs tribus amérindiennes, notamment les Yurok et Hupa (Hoopa). Les deux tribus ont des réserves dans la région.

## Loisirs

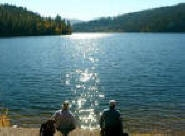
Vue du lac Trinity

Le lac Trinity est moins utilisé par les vacanciers que le lac Shasta inférieur, en partie en raison de la longue route sinueuse qui monte depuis le fond de la vallée. Le temps de trajet typique de Redding (Interstate 5) au lac est d'environ 90 minutes le long d'une route de montagne sinueuse. Cela en fait un lieu de destination pour la pêche et les sports nautiques. La pêche populaire inclut l'achigan à petite bouche et à grande bouche, le poisson-chat, le kokanee, la truite arc-en-ciel et Salmo trutta . Les poissons restent nombreux, malgré l'impact négatif des barrages sur les frayères, en partie à cause de l'écloserie de la rivière Trinity, située juste en dessous du barrage de Lewiston .
L'Office of Environmental Health Hazard Assessment (OEHHA) de Californie a élaboré un avis de sécurité alimentaire pour les poissons capturés dans le lac Trinity en fonction des niveaux de mercure ou de BPC trouvés dans les espèces locales.
La navigation de plaisance, le hors-bord et le ski nautique sont également des activités populaires sur le lac. Autour du lac, les visiteurs font de la randonnée et du camping dans la nature vierge des Trinity Alps  et de la forêt nationale de Shasta-Trinity,.

## Faune
Un déclin dramatique de diverses espèces de poissons dans la rivière a été observé depuis la construction des barrages et la création du lac. Les populations de truites arc-en-ciel, de saumon quinnat et de saumon coho en période de frai ont toutes été affectées par la perte de leur frayère. Cependant, les populations fauniques autour du lac restent fortes. Les ours noirs sont courants, il faut donc prendre des précautions appropriées pour sécuriser les emplacements de camping, jeter les ordures et stocker la nourriture en toute sécurité. La faune supplémentaire comprend des lynx roux, des pumas et de nombreuses espèces d'oiseaux. Le lac contient des populations enclavées de saumon kokanee et de saumon royal, ainsi que des espèces de lac californiennes plus typiques telles que l'achigan à grande bouche et à petite bouche, la truite arc-en-ciel et le poisson-chat,.